# 生活協同組合コープかごしま
生活協同組合コープかごしま（せいかつきょうどうくみあいコープかごしま）は、鹿児島県全域をエリアとする生活協同組合。鹿児島市広木一丁目に本部を置く。

## 沿革
- 1970年 - 「くらしを守る消費者の会」として発足。
- 1971年 - 鹿児島市民生協を設立[1]。
- 1980年 - かごしま県民生協へ改称。
- 1992年 - 現在の名称に改称[2]。

## 拠点

### 店舗
- 鹿児島市
  - 紫原店
  - 谷山店
  - 南谷山店
  - 宇宿店
  - 田上店（元だいわ田上店とTSUTAYAが入居していた店舗）
  - 西陵店
  - 城西店
  - 荒田店
  - 吉野店
  - 玉竜店
- 薩摩川内市
  - 川内店
- 指宿市
  - 指宿店
- 鹿屋市
  - かのや店
- 南さつま市
  - かせだ店
- 志布志市
  - しぶし店
- 霧島市
  - 国分店
- 姶良市
  - 姶良店
- 出水市
  - 出水店
- 日置市
  - 伊集院店

### 共同購入センター
- 鹿児島市大峯団地
- 鹿児島市石谷町
- 南さつま市加世田
- 指宿市
- 鹿屋市
- 薩摩川内市
- 姶良市
- 伊佐市

## 提供番組
鹿児島放送では同組合が一社提供する料理番組を2008年度まで19年間放送していた。

### えぷろんQ
- 1990年度から2002年度まで平日の18:55 - 19:00に放送[4]。
- 初期は大平華月（大平かつき・現在は新潟テレビ21の契約アナウンサー）、中期は田中早苗、後期は神代麻里子（退社）が担当した。
- 大平が担当した時期は「華月のただいま修行中」のサブタイトルがついていた[5]。
- 講師は前期は小竹山郁子・後期は上薗芙美子

### コープdeQ
- 2003年度から2006年度の土曜9:30 - 9:45の15分番組[6]。
- 初期は神代麻里子、後期は田中早苗が担当。
- 講師は楠元明美（2004年度）、恒吉いずみ（2005年度以降）

### コープでQ
- 2007年度から2008年度の毎週火曜18:55 - 19:00に放送[7]。
- 料理コーナーは無く、食に関するクイズを交えたVTRが主だった[8]。